# Mustafa Sait Yazıcıoğlu
Mustafa Sait Yazıcıoğlu (* 22. Februar 1949 in Sürmene in der Provinz Trabzon) ist ein türkischer Politiker und islamischer Theologe. Er war Präsident des türkischen Präsidium für Religiöse Angelegenheiten (1987–1992) und Staatsminister für die Auslandstürken (2007–2009).

## Herkunft, Ausbildung und Familie
Yazıcıoğlu besuchte sowohl die Grund- als auch Oberschule in Milas in der Westtürkei, wegen des Postens seines Vaters. 1967–1971 studierte er an der Theologischen Fakultät der Universität Ankara islamische Theologie und schloss mit dem Staatsexamen ab. Im Anschluss daran wurde er vom türkischen Bildungsministerium zur Erlangung seines Doktorgrades von 1972 bis 1977 nach Frankreich geschickt. Als Assistent konnte er 1977 an die Universität Ankara zurückkehren. In seiner akademischen Laufbahn bekam er 1988 seinen Professoren-Titel.
Yazıcıoğlu ist verheiratet und Vater zweier Kinder. Er war der Bruder des am 8. September 2003 verstorbenen Gouverneurs von Denizli Recep Yazıcıoğlu, der im Volk als Super-Gouverneur (Süper Vali) bekannt war.

## Politischer Werdegang
Von 1987 bis 1992 leitete Yazıcıoğlu das Präsidium für Religiöse Angelegenheiten (türk.: Diyanet İşleri Başkanlığı).
Bei den Wahlen 2002 wurde Yazıcıoğlu für die AKP in das türkische Parlament gewählt. Er war ab dem 29. August 2007 Mitglied des II. Erdoğan Kabinetts der AKP-Regierung als Staatsminister für Auslandstürken. Im Mai 2009 wurde er in seinem Amt von Faruk Çelik abgelöst.